# Silverfisk (insekt)
Silverfisk eller nattsmyg (Lepisma saccharina) är en primitiv, vinglös insektsart i ordningen fjällborstsvansar. Arten har fått sitt trivialnamn "silverfisk" på grund av sin silverglänsande spolformiga kropp, och förmodligen för att den rör sig så smidigt att det nästan ser ut som om den simmar. Silverfisken lever av kolhydrater, till exempel socker eller stärkelse. Silverfiskar kan ta sig in i hus och orsaka problem men är ofarlig för människans hälsa.

## Systematik
Silverfisken tillhör ordningen Zygentoma, kallad fjällborstsvansar eller silverborstsvansar på svenska, vilken tidigare bar det vetenskapliga namnet Thysanura. Ordningen, vars mest typiska drag är deras tre långa stjärttrådar omfattar tre familjer: Lepidotrichidae, Nicoletiidae och Lepismatidae. Silverfiskarna, också kallade silverborstsvansar tillhör den senare familjen och delas upp i ett tiotal släkten. Enligt Catalouge of Life 2011 tillhör silverfisken L. saccharina ensam släktet Lepisma. En av dess närmsta släktingar är ugnssmygen Thermobia domestica.
Tillsammans med hoppborstsvansarna  anses fjällborstsvansarna, inklusive silverfiskarna, tillhöra de äldsta och mest primitiva insekterna. De utvecklades senast under mellersta devon men kanske så tidigt som under sen silur, mer än 400 miljoner år sedan. Vissa fossilerade gångar, så kallade Stiaria intermedia från paleozoikum som brukar tillskrivas hoppborstsvansar kan vara gjorda av fjällborstsvansar. Den äldsta faktiska fossila lämningen av en släkting till dagens silverfiskar är av arten Ramsdelepidon schusteri och dateras vara cirka 300 miljoner år gammal. Den är funnen i de nordamerikanska övre karbonlagren i Illinois.

## Utseende
Silverfisken har en kroppslängd på 10-15 mm. Dess känselspröt är långa och trådliknande. Den har fötter på två, tre eller fyra av benen. Det metalliska skenet från kroppen beror på dess silvriga fjäll som uppkommer efter silverfiskens tredje skinnömsning.

## Ekologi
Beroende på miljön kan en silverfisk behöva allt från fyra månader till tre år för att bli vuxen. Vid rumstemperatur blir den vuxen inom ett år. En silverfisk blir mellan två och fyra år gammal. Eftersom den alltid växer så kan den ömsa skinn upp till fyra gånger per år. När temperaturen är mellan 25 och 30 grader Celsius lägger honan ungefär 100 ägg, oftast i en spricka eller liknande. Silverfisken kan inte fortplanta sig i en kall och torr miljö. Naturliga fiender i inomhusmiljöer är framförallt spindlar och tvestjärtar.

### Föda

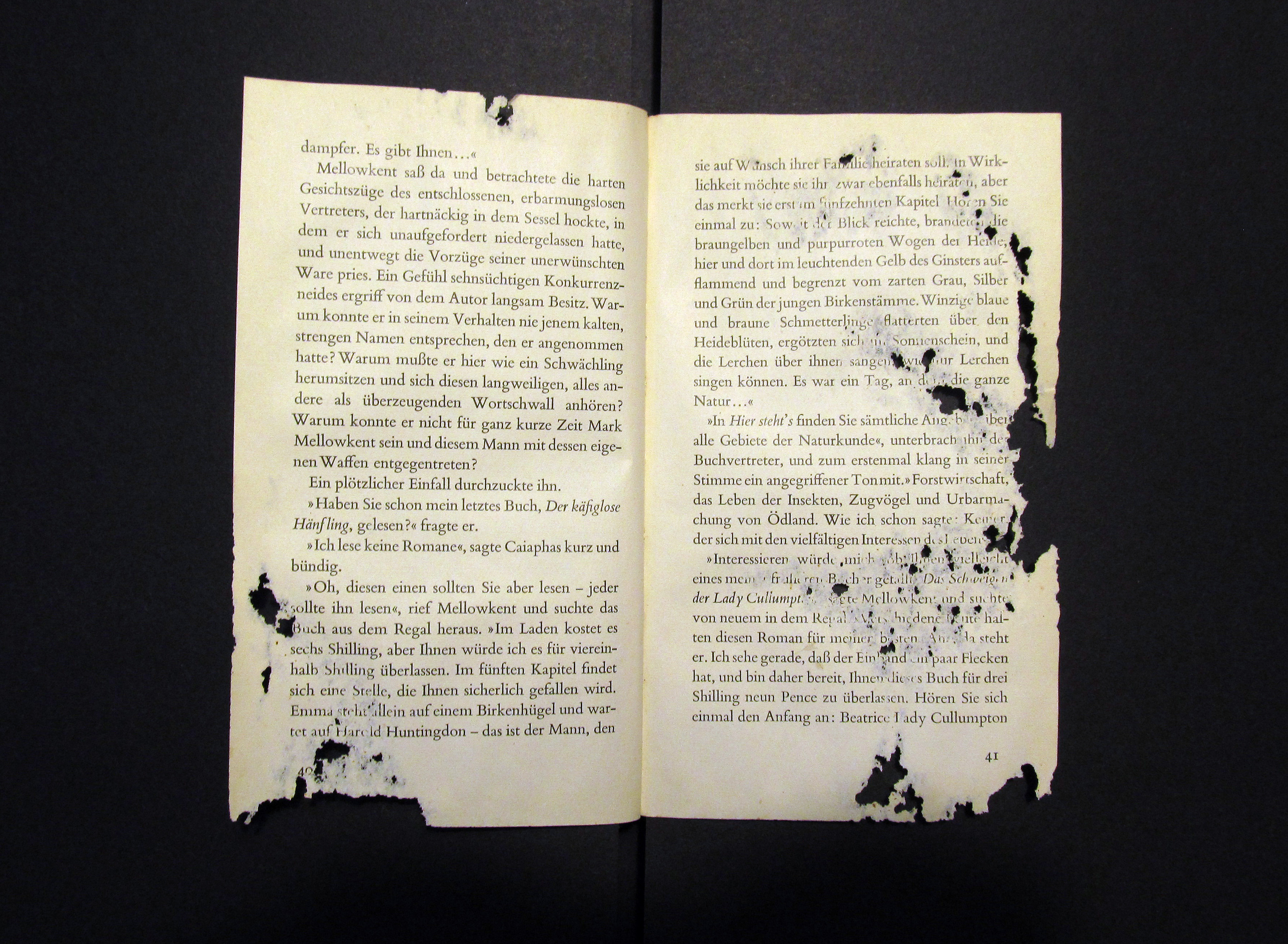
Spår efter silverfisk som ätit på sidor av Sakis novell Mark i tysk översättning.

Silverfisken är allätare. Favoritfödan är stärkelserika saker som klister, bokband, socker, hår, mjäll, hud- och nagelrester och den kan göra skada på äldre bokband, papper och stärkta tyger. Den äter även bomull, silke eller döda insekter. Silverfisken kan även äta sitt eget ömsade skinn. Den kan leva utan föda i flera månader, upp till ett år.
Den utövar även kannibalism, dödar och äter sin egen art. Speciellt de större kan äta upp de mindre. 

## Namn
Det vetenskapliga släktnamnet Lepisma är grekiska och betyder "fjäll" eller "skal" och refererar till fjällen på kroppen. Artepitetet saccharina kommer från grekiskans sakcharon, vilket betyder socker och refererar till dess huvudföda som består av socker och stärkelse.
Det svenska trivialnamnet "silverfisk" är känt från 1924 och det något äldre "nattsmyg" dyker upp i svenskan efter förra sekelskiftet, och omskrivs med detta namn i bland annat Erik Wahlgrens artikel om svensk insektsfauna i Entomologisk Tidskrift 1906.
Utöver silverfisk och nattsmyg kallas arten även silverpil, silvermal, siller, bänksill och sockergäst.